# Edelsbach bei Feldbach
Edelsbach bei Feldbach  är en ort och  kommun i distriktet Südoststeiermark i förbundslandet Steiermark i Österrike.
Kommunen består av tre orter (Ortschaften) (inom parentes invånarantal 1 januari 2024):
- Edelsbach bei Feldbach (685)
- Kaag (202)
- Rohr an der Raab (475)